# Cyrtochilum revolutum
Cyrtochilum revolutum es una especie de orquídea, nativa de los Andes, que se encuentra en Colombia, Ecuador y Venezuela, entre los 2700 y 3650 m de altitud.

## Descripción
Es terrestre o rupícola, con seudobulbos piriformes de 4 a 18 cm de largo, rodeados en la base por tres vainas a cada lado. Las hojas son estrechamente lanceoladas y agudas, de hasta 60 cm de longitud por 5 cm de ancho. Inflorescencia lateral,  erecta y alta, hasta de 100 cm de largo, terminada en una panícula con hasta 50 flores, con brácteas notorias. Flores de color amarillo. Sépalos de hasta 23 mm de largo y 9 mm de ancho; pétalos de unos 18 mm de largo por 6 a 8 mm de ancho.

## Uso
Los seudobulbos, denominados aguadijas, son usados para calmar la sed, ya que se deposita agua en ellos.